# Ovel da Tegiatscha
Der Ovel da Tegiatscha ist ein steiler Wildbach und ein rechter Zufluss des Inn im Schweizer Kanton Graubünden. Er fliesst durch das Bäderquartier von St. Moritz.

## Name
«Ovel» (oder in andern Dialekten auch «aual», «ual» etc.; von lat. aqualis) ist eine rätoromanische Bezeichnung für ein kleines Fliessgewässer. «Tegia» ist ein rätoromanisches Wort für ein einfaches Haus oder die Alp- oder Sennhütte der Berglandwirtschaft; der Ursprung der Sachbezeichnung dürfte auf ein keltisches Wort attegia zurückgehen. Von «tegia» ist der Flurname «Tegiatscha» abgeleitet.

## Verlauf
Der Ovel da Tegiatscha ist einer von mehreren Bergbächen, die das Bergmassiv des Piz Rosatsch (3121 m ü. M.) südöstlich von St. Moritz zum Inntal im Oberengadin entwässern. Früher wurde das Gewässer manchmal mit dem Bergbach Ova Cotschna (deutsch «Cotschnabach») verwechselt (so auch auf der Siegfriedkarte der Schweiz um 1920). Der ganze Berghang befindet sich im Landschaftsschutzgebiet «Oberengadiner Seenlandschaft und Berninagruppe», das als Objekt Nr. 1908 im Bundesinventar der Landschaften und Naturdenkmäler von nationaler Bedeutung verzeichnet ist.
Die Quellbäche des Ovel da Tegiatscha entstehen in den Bergtälern am Piz Rosatsch und sammeln sich im Bergsee Lej da Rosatsch (2823 m ü. M.), der in einem Kar unter dem Gletscher Vadret da Rosatsch und dem Val Zuppeda liegt und auch als Lej da l’Ova Cotschna bezeichnet wird. Als Hauptstrang des Bachlaufs gilt heute, nachdem die Gletscherzunge des Rosatschgletschers fast ganz abgeschmolzen ist, der Quellbach im Tal Val Zuppeda.
Vom Bergsee aus stürzt der Bach sehr steil über die hohe Felswand Spuonda dal Corn östlich des Piz da l’Ova Cotschna zum Berghang Gianda Naira hinunter. Er fliesst mit einem grossen Sohlgefälle über Felsstufen, durch Schutthänge und alpine Bergwiesen und zuletzt durch den Bergwald God Spuondas Rosatsch zum Talboden bei St. Moritz Bad hinunter. Auf dieser Strecke von nur zwei Kilometern Länge überwindet er eine Höhe von mehr als tausend Metern.
Im Flurgebiet Tegiatscha, das heute von Gebäuden des Bäderquartiers von St. Moritz überbaut ist, liegt der letzte, 400 Meter lange Bachabschnitt, der flach gegen Nordwesten über die Schwemmebene zum Inn verläuft. In der Siedlung ist der Bach mehrheitlich eingedolt.
Während einer Unwetterperiode Anfang Juli 2024 überflutete der Wildbach das Bäderquartier und auch das Forum Paracelsus, in dem die wertvolle bronzezeitliche Quellfassung von St. Moritz, ein Relikt aus der Frühzeit der Badkultur im Engadin, ausgestellt war. Die vom Wasser beeinträchtigten antiken Funde wurden vom Archäologischen Dienst des Kantons Graubünden geborgen und für die Restaurierung abtransportiert.